# Olof Eklund
Olof Eklund, folkbokförd Eric Olov Eklund, född 19 september 1931 i Uppsala församling i Uppsala län, död 2 juni 1978 i Göteborgs Annedals församling, var en svensk skådespelare.

## Biografi
Olof Eklund var son till lagerchefen Erik Eklund och Disa Ekstrand. Utbildad vid Terserus teaterskola engagerades han till Riksteatern 1951, Uppsala stadsteater 1953, Norrköping-Linköping stadsteater 1958 och Göteborgs stadsteater 1961–1967. Bland hans roller märks Jimmy Porter i Se dig om i vrede, Tesman i Hedda Gabler, Henrik Bolingbroke i Richard II, Konsthistorikern i Min kära är en ros, Möbius i Fysikerna och Gregers Werle i Vildanden.
Vid sin bortgång hade han några inspelningsdagar kvar av Charlotte Löwensköld. Manuset skrevs om och han behöll sin roll i filmen.. 
Olof Eklund är gravsatt i minneslunden på Västra kyrkogården i Göteborg.

## Familj
Olof Eklund gifte sig 1953 med skådespelaren Brit Ångström (1924–2006), dotter till meteorologen Anders Ångström och Anna-Greta Montelius. Makarna fick fem barn: Camilla (född 1953), Ulrika (född 1955), Jakob Eklund (född 1962), David (1963–2023) och Jeanna (född 1967).

## Filmografi i urval
- 1954 – Östermans testamente
- 1979 – Charlotte Löwensköld

## Teater

### Roller
| År   | Roll                        | Produktion                                                                     | Regi                        | Teater                           |
| ---- | --------------------------- | ------------------------------------------------------------------------------ | --------------------------- | -------------------------------- |
| 1952 |                             | Trettondagsafton (Twelfth Night, or What You Will) William Shakespeare         | Sandro Malmquist            | Skansens friluftsteater          |
| 1953 | Tevander, Kungl. sekter     | Positivhataren August Blanche                                                  | Gösta Terserus              | Parkteatern                      |
| 1955 | Dummerjöns                  | Dummerjöns (Klods-Hans) H.C. Andersen                                          | Lars Barringer              | Upsala-Gävle stadsteater         |
| 1955 | Filippus                    | Judas (Un nommé Judas) Claude-André Puget och Pierre Bost                      | Lars Barringer              | Upsala-Gävle stadsteater         |
| 1955 |                             | Bortom horisonten (Beyond the Horizon) Eugene O'Neill                          | Lars Barringer              | Upsala-Gävle stadsteater         |
| 1956 |                             | Boyfriend (The Boy Friend) Sandy Wilson                                        | Lars Barringer              | Upsala-Gävle stadsteater         |
| 1957 |                             | Det gäller miljonen (To Dorothy, a Son) Roger MacDougall                       | Lars Barringer              | Upsala-Gävle stadsteater         |
| 1958 |                             | Järnvattnet i Madrid (El acero de Madrid) Lope de Vega                         | Sandro Malmquist            | Riksteatern                      |
| 1958 | John                        | Bättre sent än aldrig (It’s never too late) Felicity Douglas                   | John Zacharias              | Norrköping-Linköping stadsteater |
| 1958 | Henrik Bolingbroke          | Richard II (The Life and Death of King Richard the Second) William Shakespeare | Olof Widgren John Zacharias | Norrköping-Linköping stadsteater |
| 1959 | Jack Chesney                | Här dansar Charley’s tant (Where’s Charley) George Abbot och Frank Loesser     | Lars-Erik Liedholm          | Norrköping-Linköping stadsteater |
| 1959 | Mjölnaren                   | Den vackra mjölnarfrun (La Molinera de Arcos) Alejandro Casona                 | Sam Besekow                 | Norrköping-Linköping stadsteater |
| 1959 | Denny                       | Bägge eller ingen (Janus) Carolyn Green                                        | John Zacharias              | Norrköping-Linköping stadsteater |
| 1959 | Jean Högqvist               | Ett resande teatersällskap August Blanche                                      | Bertil Norström             | Norrköping-Linköping stadsteater |
| 1960 | Jørgen Tesman               | Hedda Gabler Henrik Ibsen                                                      | Rune Carlsten               | Norrköping-Linköping stadsteater |
| 1960 | Napoleon Bonaparte          | Napoleons tvätterska (Madame Sans-Gêne) Victorien Sardou och Émile Moreau      | John Zacharias              | Norrköping-Linköping stadsteater |
| 1960 | Kotjkarjov                  | Giftermålet (Женитьба, Zhenit'ba) Nikolai Gogol                                | Sture Ericson               | Norrköping-Linköping stadsteater |
| 1960 | Horace                      | Äktenskapsskolan (L’école des femmes) Molière                                  | Rune Carlsten               | Norrköping-Linköping stadsteater |
| 1961 | Jimmy Porter                | Se dig om i vrede (Look Back in Anger) John Osborne                            | Lars Barringer              | Norrköping-Linköping stadsteater |
| 1961 | Magnus Gabriel De la Gardie | Christina August Strindberg                                                    | John Zacharias              | Norrköping-Linköping stadsteater |